# Рауль I де Клермон
Рауль I Рыжий (фр. Raoul Ier de Clermont dit le Roux; ум. 15 октября 1191) — граф Клермона в 1162—1191 годах. 

## Биография
Сын графа Рено II от его второй жены — Клеменции Барской. Родился не позднее 1140 года.
С 1164 года коннетабль Франции. Сопровождал Филиппа Августа в Третьем крестовом походе. Убит во время осады Акры 15 октября 1191 года.

## Брак и дети
Был женат (ок. 1164) на Аликс де Бретейль (ум. ок. 1196), дочери Валерана III, сира де Бретейль. Дети:
- Екатерина (ум. между 1212 и 1223 гг.) — графиня Клермона, с 1184 жена Людовика де Блуа, графа Блуа и Шартра.
- Аэлис, умерла в детском возрасте
- Матильда, замужем за Гильомом I, сеньором де Вьерзон
- Филипп, умер в детском или юношеском возрасте.